# Liu Hong (astronome)
Ne pas confondre avec l'athlète chinoise Liu Hong.
Liu Hong (129-210), prénom social Yuanzhuo, est un fonctionnaire, astronome et mathématicien chinois, qui vivait à la fin de la dynastie Han. Il a développé un travail sur la prédiction du passage de la lune qui a été en usage pendant la période des Trois Royaumes de Chine.

## Biographie
Liu Hong est originaire du Comté de Mengyin (蒙陰縣), Commanderie de Taishan, qui est aujourd'hui le Mengyin County, à Shandong, et il est un descendant de Liu Yu, Prince de Lu (en), un fils de l'Empereur Han Jingdi (qui a régné de 157 av. J.-C. à 141 av. J.-C.). Il a développé un intérêt pour l'astronomie à un âge précoce. Il a été fait officier de l'Astronomie Impériale autour de 160 ap JC qui lui a valu d'écrire les œuvres, perdues, Qi Yao Shu (七曜術; L'Art des Sept Planètes) et Ba Yuan Shu (八元術; L'Art des Huit Éléments).
Après la mort de son père, Liu Hong se retire pour un court laps de temps, mais retourne à son travail, en collaboration avec Cai Yong sur le Qian Xiang Li (乾象曆; Calendrier Qian Xiang), qui était considéré comme tellement en avance sur son temps qu'il a été immédiatement adopté par le gouvernement Han. Le calendrier prédit le mouvement de la lune, c'est la première fois que de telles considérations ont été réalisées dans la Chine ancienne. Ce système marque la première apparition de l'argument du périastre, un moyen pour calculer la syzygie (le calcul entre les trois corps célestes), et un moyen de prévoir la lune à travers les saisons. Les moyens employés pour établir l'exactitude du calendrier passent par la détection des éclipses.
Ce système a remplacé celui qui était utilisé par la dynastie des Han depuis l'an 85 de notre ère, suivant la fin de la dynastie des Han et le début de la période des Trois Royaumes de Chine, il a été adopté par le Royaume de Wu (229-280) jusqu'à ce que la Chine soit réunifiée sous la dynastie Jin en 280 ap JC. En 179, le Secrétariat Impérial a demandé d'examiner les propositions faites par un savant appelé Wang Han concernant les calendriers lunaires, mais n'a pas appuyé ces propositions. Un an plus tard, le Ministre des Cérémonies lui a demandé d'examiner d'autres moyens de calculer les éclipses
Tout au long de son service sous les Han gouvernement, Liu Hong a occupé divers postes, dont ceux de nonce apostolique (謁者), gucheng menhou (穀城門候), commandant du District Est de Kuaiji (會稽東部都尉), administrateur de Shanyang (山陽太守), et le chancelier de Qucheng (曲城相).